# Uno mundo (Buffalo Springfield)
Uno mundo, ook uitgebracht als Un-mundo, is een lied van Buffalo Springfield dat werd geschreven door Stephen Stills; hij zong het ook in deze band. Het verscheen in 1968 op een single met Merry-go-round op de B-kant. De single sloeg niet aan.
Het nummer verscheen in 1968 ook op het laatste album van de band, Last time around. Later kwam het ook nog terug op verzamelwerken, zoals Buffalo Springfield (1973) en Box set (2001). Ook stond het op de boxset van Stills in 2013 met de titel Carry on.
In z'n jonge jaren ging Stills naar de highschool in Costa Rica. De invloed van de Latijns-Amerikaanse muziek was later nog verschillende malen te horen in motieven van nummers die hij schreef. Een ervan is dit nummer, een protestlied tegen de wereldpolitiek in een tijd dat de term derde wereld nog amper algemeen bekend was. Hij is vooral gekant tegen het opportunisme, de bureaucratie en misleiding in de politiek. Dit thema kwam in die tijd vaker terug bij liedjes van Stills.